# خالد التكه جي
خالد التكه جي (مواليد 18 نوفمبر 1986) هو لاعب كرة قدم لبناني يلعب حالياً لنادي الانصار في الدوري اللبناني الممتاز. مثل لبنان في منافسات كرة الصالات، حيث ساعد فريقه على احتلال المركز السادس في كأس البحر الأبيض المتوسط لكرة الصالات 2010.